# حزب اجانو
حزب أجانو هو حزب سياسي في كينيا. تأسس الحزب في عام 2006. زعيم الحزب الحالي هو ديفيد مورا ويهيجا، وهو محام.  